# Sergio Moravia
(Sergio Moravia)
Sergio Moravia (Bologna, 16 gennaio 1940 – Firenze, 5 settembre 2020) è stato un filosofo e antropologo italiano.
Fu professore ordinario di Storia della Filosofia all'Università degli studi di Firenze.

## Biografia
Bolognese di nascita, si formò in ambiente fiorentino conseguendovi la laurea in Filosofia nel 1962 quale allievo di Eugenio Garin con una tesi su Gian Domenico Romagnosi. Professore incaricato dal 1969, diventò poi, nel 1975, ordinario di Storia della Filosofia all'Università di Firenze. Nel 2008, dopo il pensionamento, fu professore emerito.
Nel corso della sua carriera, si occupò dell'illuminismo francese e del pensiero del Novecento, della storia e dell'epistemologia delle scienze umane, con particolare attenzione all'antropologia, alla filosofia della mente e all'esistenzialismo. I suoi studi e le sue ricerche hanno aperto nuove prospettive interdisciplinari fra pensiero filosofico e scienze umane.  
Negli ultimi tempi le sue attenzioni furono rivolte verso l'opera e il pensiero del filosofo tedesco Friedrich Nietzsche del quale, nel 1976, aveva già pubblicato una celebre antologia dal titolo La distruzione delle certezze e, nel 1985, una raccolta di saggi intitolata Itinerario nietzscheano. Proprio un nuovo modo di avvicinarsi e concepire il pensiero del filosofo tedesco lo hanno reso uno dei suoi interpreti più originali e più discussi. 
Grazie ai suoi studi e contributi filosofici fu visiting professor presso l'Università della California a Berkeley, l'Università del Connecticut a Storrs e il Center for the Humanities della Wesleyan University.
Conferenziere presso altre sedi universitarie americane (fra le quali Harvard, UCLA, Boston) ed europee (Francia, Belgio, Germania), fu cofondatore della “Società italiana degli studi sul XVIII secolo”, nonché membro del Comitato direttivo delle Riviste filosofiche “Iride” e “Paradigmi”. Collaborò ai giornali Corriere della Sera, Quotidiano nazionale, La Repubblica.
Sergio Moravia è morto nel settembre del 2020, all'età di 80 anni, nella sua abitazione a Firenze.

## Scritti principali

### Saggi
- Il tramonto dell'Illuminismo. Filosofia e politica nella società francese (1770-1810), Laterza, Roma-Bari, 1968.
- La ragione nascosta. Scienza e filosofia nel pensiero di Claude Lévi-Strauss, G.C. Sansoni, Firenze, 1969.
- La scienza dell'uomo nel Settecento, Laterza, Roma-Bari, 1970.
- Lévi-Strauss e l'antropologia strutturale, G.C. Sansoni, Firenze, 1973.
- Introduzione a Sartre, Laterza, Roma-Bari, 1973.
- Adorno e la teoria critica della società, G.C. Sansoni, Firenze, 1974.
- Il pensiero degli idéologues. Scienza e filosofia in Francia (1780-1815), La Nuova Italia, Firenze, 1974.
- La distruzione delle certezze. Raccolta antologica di scritti nietzschiani, La Nuova Italia, Firenze, 1976.
- Linguaggio, storia e società (con T. De Mauro e R.A. Santoni), Guaraldi, Firenze, 1978.
- Filosofia e scienze umane nell'età dei Lumi, G.C. Sansoni, Firenze, 1982.
- Pensiero e civiltà, 3 voll., Le Monnier, Firenze, 1984.
- Il ragazzo selvaggio dell'Aveyron. Pedagogia e psichiatria nei testi di J. Itard, Ph. Pinel e dell'anonimo della "Décade", Laterza, Roma-Bari, 1984 (prima edizione, 1972).
- Itinerario nietzscheano, Guida, Napoli, 1985.
- Educazione e pensiero, 3 voll., Le Monnier, Firenze, 1986.
- Filosofia: storia e testi, 3 voll., Le Monnier, Firenze, 1986.
- L'enigma della mente. Il mind-body problem nel pensiero contemporaneo, Laterza, Roma-Bari, 1986.
- Compendio di filosofia, 3 voll., Le Monnier, Firenze, 1994-96.
- L'enigma dell'esistenza. Soggetto, morale, passioni nell'età del disincanto, Feltrinelli, Milano, 1996.
- L'esistenza ferita. Modi d'essere, sofferenze, terapie dell'uomo nell'inquietudine del mondo, Feltrinelli, Milano, 1999.
- Adorno. Filosofia dialettico-negativa e teoria critica della società, Mimesis Edizioni, Milano, 2004.
- Ragione strutturale e universi di senso. Saggio sul pensiero di Claude Lévi-Strauss, Le Lettere, Firenze, 2004.
- La Massoneria. La storia, gli uomini, le idee (con Z. Ciuffoletti), Mondadori, Milano, 2004.
- Firenze e il Neo-Umanesimo. Arte, cultura, comunicazione multimediale all'alba del Terzo Millennio, Le Lettere, Firenze, 2005.
- Lo strutturalismo francese, Le Lettere, Firenze, 2006 (prima edizione, 1975).
- Sigmund Freud. Filosofia e psicoanalisi, raccolta antologica di scritti freudiani, UTET, Torino, 2008.

### Articoli su riviste e contributi in volumi collettivi
- "Il pensiero", in: L'universo del corpo, Istituto della Enciclopedia Italiana, Roma, 2000, Vol. V, pp. 40–46;
- "Filosofia della mente e realtà psichica", in: C. Genovese (a cura di), La realtà psichica, Edizioni Borla, Roma, 2000, pp. 135–147;
- "L'esistenza e il male", in: AA.VV., "Mysterium iniquitatis", Gregoriana Editrice, Padova, 2000, pp. 17–31;
- "Il "Mind-Body Problem" e l'interpretazione personologico-esistenziale dell'uomo", in: AA.VV., La questione del soggetto tra filosofia e scienze umane, Le Monnier, Firenze, 2000, pp. 9–34;
- "Lettura Magistrale" al VI Convegno Nazionale Dalla riabilitazione psicosociale alla promozione della salute mentale (Montecatini, novembre 2001), "S.I.R.F. News", 2001, pp. 1–6;
- "Mente, soggetto, esperienza nel mondo", in: P.F. Firrao (a cura di), La filosofia italiana in discussione (Atti del Convegno Verso il 2000. La filosofia italiana in discussione, Società Filosofica Italiana, Firenze 11-13 novembre 1999), Bruno Mondadori, Milano, 2001, pp. 115– 131;
- "Sujet, existence, contexte", in: AA.VV., Le médecin philosophe aux prises avec la maladie mentale, Etudes de Lettres, Lausanne (CH), 2002, pp. 149–162;
- "Crisi della cultura e relazioni generazionali nel mondo contemporaneo", in: AA.VV., Giovani e adulti: prove di ascolto (Atti del Convegno omonimo), Sansepolcro (AR), 2003, pp. 5-6;
- "La filosofia degli idéologues. Scienza dell'uomo e riflessione epistemologica tra Sette e Ottocento", in: G. Santato (a cura di), Letteratura italiana e cultura europea tra illuminismo e romanticismo, Atti dell'omonimo Convegno Internazionale di Studi, Dipartimento di Italianistica, Università di Padova, 2000, Droz, Genève CH), 2003, pp. 65–79;
- "Libertà, finitudine, impegno. Genesi e significato della responsabilità nel mondo moderno", in: V. Malagola Anziani (a cura di), Giustizia e responsabilità (Atti del Convegno omonimo, Firenze, 24 novembre 2001), Dott. A. Giuffré Editore, Milano, 2003, pp. 33–44;
- "Dal soggetto alla relazione", Maieutica, Volume II, Anno 2000, pp. 34–49;
- "Demitizzazione e devalorizzazione. La crisi della 'forma famiglia' nella società contemporanea", in: Interazioni, Volume I, Anno 2001, pp. 78–82;
- "Illuminismo e modernità", Hiram, Volume 1, Anno 2001, pp. 5–9;
- "Prove d'ascolto. Crisi della cultura e relazioni generazionali nel mondo contemporaneo", Studi sulla formazione, Volume V, Fascicolo 2, Anno 2002, pp. 104–111;
- "Considerazioni sulla guerra giusta", Hiram, Volume 4, Anno 2002, pp. 13–18;
- "La filosofia, la conoscenza dell'umano, il dialogo col pensiero religioso", Hiram, Volume 1, Anno 2003, pp. 13–18;
- "A filosofia, o conhecimento do humano, o dialogo como pensamento religioso", Acácia [Brasil], Vol. 75, 2003, pp. 31–34;
- "Esistenza e felicità", Hiram, Volume 2, Anno 2003, pp. 63–71;
- "L'Occidente e la pace. Luci e ombre all'alba del terzo millennio", Hiram, Volume 4, Anno 2003, pp. 12–16;
- "La filosofia e il suo 'altro'. La riflessione metafilosofica di Adorno in 'Dialettica negativa'", Iride, Volume XVII, Anno 2004, pp. 65–75;
- "L'uomo: una storia infinita", in: AA.VV., Per una scienza dell'umano, Arezzo, 2004;
- "Il mind-body problem e l'interpretazione personologico-esistenziale dell'uomo", in: L. Lenzi (a cura di), Neurofisiologia e teorie della mente, Vita & Pensiero, Milano, 2005, pp. 257-270.
- "La scoperta settecentesca dell'inconscio, l'ambiguità del freudismo e il lavoro della psicoanalisi sull'«animale malato»", Atti del Convegno "Metapsicologia oggi", tenutosi a Napoli il 24 ottobre 2003, e pubblicati in: O. Pozzi, S. Thanopulos (a cura di), Metapsicologia oggi, La Biblioteca Edizioni, Bari, 2005.
- "Un mondo negato. L'assolutizzazione del corpo nella psico-umanologia contemporanea", Hermeneutica, fascicolo speciale intitolato Corpo e persona, Anno 2007, pp. 109–130.
- "Complessità, pluralità, confini", in: Dal coordinatore al coordinamento, Atti del III Seminario sui Coordinatori pedagogici in Emilia-Romagna, Assessorato Servizi Sociali Provincia Bologna, Bologna, 2007, pp. 33–37.